# Восточная Африка
Восточная Африка — географический термин, охватывающий страны Африки к востоку от Нила за исключением Египта.
В Восточной Африке проживают  215 народностей и встречаются четыре языковые группы. Из-за больших культурно-социальных различий в Восточной Африке содержится значительный конфликтный потенциал, не раз выразившийся в былых и текущих войнах, в том числе гражданских.
Границы многих государств устанавливались бывшими колониальными державами произвольно, без учёта естественных этнических и культурных границ. Этот факт значительно осложняет развитие региона.
Ряд стран Восточной Африки — Танзания, Кения, Уганда, Бурунди и Руанда — образовали таможенный союз — Восточноафриканское сообщество.
Восточная Африка большинством антропологов рассматривается как колыбель человечества.

## Государства, включаемые в Восточную Африку[1]
| Государство         | Метод группировки | Метод группировки            | Метод группировки                        | Метод группировки | Столица      |
| Государство         | По версии ООН     | По версии ЦРУ                | По версии СГНЗС                          | По версии ОКСМ    | Столица      |
| ------------------- | ----------------- | ---------------------------- | ---------------------------------------- | ----------------- | ------------ |
| Бурунди             |                   | Центральная Африка           |                                          |                   | Гитега       |
| Джибути             |                   |                              | Северо-Восточная Африка                  |                   | Джибути      |
| Замбия              |                   | Южная Африка                 | Центральная Африка                       |                   | Лусака       |
| Зимбабве            |                   | Южная Африка                 | Южная Африка                             |                   | Хараре       |
| Кения               |                   |                              |                                          |                   | Найроби      |
| Коморы              |                   | Южная Африка                 | Островное государство в Индийском океане |                   | Морони       |
| Маврикий            |                   | Южная Африка                 | Островное государство в Индийском океане |                   | Порт-Луи     |
| Мадагаскар          |                   | Южная Африка                 | Островное государство в Индийском океане |                   | Антананариву |
| Майотта             |                   | н/д                          | Островная территория в Индийском океане  | н/д               | Дзаудзи      |
| Малави              |                   | Южная Африка                 |                                          |                   | Лилонгве     |
| Мозамбик            |                   | Южная Африка                 |                                          |                   | Мапуту       |
| Реюньон             |                   | н/д                          | Островная территория в Индийском океане  |                   | Сен-Дени     |
| Руанда              |                   | Центральная Африка           |                                          |                   | Кигали       |
| Сейшельские Острова |                   | Архипелаг в Индийском океане | Островное государство в Индийском океане |                   | Виктория     |
| Сомали              |                   |                              | Северо-Восточная Африка                  |                   | Могадишо     |
| Танзания            |                   |                              |                                          |                   | Додома       |
| Уганда              |                   | Восточно-центральная Африка  |                                          |                   | Кампала      |
| Эритрея             |                   |                              | н/д                                      |                   | Асмэра       |
| Эфиопия             |                   |                              | Северо-Восточная Африка                  |                   | Аддис-Абеба  |
| Южный Судан         |                   | Восточно-центральная Африка  | н/д                                      | Северная Африка   | Джуба        |